# Imperial (Califórnia)
Imperial é uma cidade localizada no estado americano da Califórnia, no Condado de Imperial. Foi incorporada em 12 de julho de 1904.

## Geografia
De acordo com o United States Census Bureau, a cidade tem uma área de 15,2 km², onde todos os 15,2 km² estão cobertos por terra.

### Localidades na vizinhança
O diagrama seguinte representa as localidades num raio de 24 km ao redor de Imperial.

## Demografia

### Censo 2010
Segundo o censo nacional de 2010, a sua população é de 14 758 habitantes e sua densidade populacional é de 972,37 hab/km². Possui 4 751 residências, que resulta em uma densidade de 313,03 residências/km².

### Censo 2000
De acordo com o censo nacional de 2000, a densidade populacional era de 746,5/km² (1932,2/mi²) entre os 8100 habitantes, distribuídos da seguinte forma:
- 58,53% caucasianos
- 2,66% afro-americanos
- 0,75% nativo americanos
- 2,71% asiáticos
- 0,17% nativos de ilhas do Pacífico
- 30,90% outros
- 4,27% mestiços
- 61,10% latinos

Existiam 1911 famílias na cidade, e a quantidade média de pessoas por residência era de 3,26 pessoas.